# میکله ریتسی
میکله ریتسی (انگلیسی: Michele Rizzi؛ زادهٔ ۱۳ آوریل ۱۹۸۸) بازیکن فوتبال اهل آلمان است.
از باشگاه‌هایی که در آن بازی کرده‌است می‌توان به باشگاه فوتبال اشتوتگارت اشاره کرد.